# Eudorylaimus paracentrocercus
Eudorylaimus paracentrocercus is een rondwormensoort uit de familie van de Dorylaimidae. De wetenschappelijke naam van de soort is voor het eerst geldig gepubliceerd in 1935 door De Coninck.